# 宾安镇
宾安镇是中国黑龙江省哈尔滨市宾县下辖的一个镇，位于县境中部。